# Christian Epanya
Christian Epanya, född 31 augusti 1956, är en kamerunsk författare, bosatt i Lyon, Frankrike. Han studerade i Frankrike och tog examen i biologi i Lyon. Epanya har gett ut tre bilderböcker.

## Karriär
Epanya är född och uppvuxen i Kamerun. Han studerade i Frankrike och tog examen i biologi i Lyon, där han numera är bosatt. Först i 30-årsåldern fick han möjlighet att studera konst och utveckla sina tecknartalanger. Han debuterade i början av 1990-talet, då mest som illustratör till andras texter och fick Unicef:s illustratörspris i Bologna 1993. Han har tillsammans med Kid Bebey bidragit med flera titlar i serien New African Stories för barn, bl.a. Why Aren’t I in the Photographs (2001).
Epanya har hittills gett ut tre egenhändigt skrivna och illustrerade bilderböcker varav Papa Diops taxi blev en stor succé när den kom på svenska på Bokförlaget Trasten 2006. Denna bilderbok handlar om vardagslivet i staden Saint-Louis i Senegal, medan nästa bok, Le petit photographe de Bamba (2007) handlar om Amadou, en liten pojke vid floden Djoliba i Mali. Den senaste boken, Mes images du Sénegal (2009), utspelar sig åter i Senegal.